# Solenocera rathbunae
Solenocera rathbunae är en kräftdjursart som beskrevs av Ramadan 1938. Solenocera rathbunae ingår i släktet Solenocera och familjen Solenoceridae. Inga underarter finns listade i Catalogue of Life.